# Maite Dewinter
Maite Dewinter is een Belgisch korfbalster.

## Levensloop
Dewinter werd omstreeks haar 6 jaar actief in het korfbal bij Boeckenberg. Sinds haar 14e levensjaar speelt ze bij AKC.
Tevens maakte ze deel uit van het Belgisch nationaal team, waarmee ze onder meer zilver won op het wereldkampioenschap van 2019 en op het Europees kampioenschap van 2021. Ook nam ze deel aan het EK 2018 waar het Belgisch team op de vierde plek strandde.